# 昔々亭桃流
昔々亭 桃流（せきせきてい とうりゅう）または麗々亭 桃流（れいれいてい とうりゅう）は、落語家の名跡。
- 昔々亭桃流 - 二代目三笑亭可楽の門下
- 麗々亭桃流 - 本項にて記述
- 昔々亭桃流 - 後∶二代目麗々亭柳橋
- 昔々亭桃流 - 後∶三代目麗々亭柳橋

麗々亭 桃流（れいれいてい とうりゅう、弘化時代 - 明治初年？）俗に「ズイコ」。2代目金原野馬之助の門下で金原亭小馬吉、三代目司馬龍生の門下で司馬龍女、初代土橋亭里う馬の門下で土橋亭里う蝶と次々改名。
その後なぜか三代目麗々亭柳橋の門下で麗々亭桃流、春風亭柳賀となり、その後麗々亭鯉橋を名乗る。晩年は麗々亭桃流に複名し麗々亭一派で活動した。